# These Are Special Times
These Are Special Times là album phòng thu tiếng Anh thứ sáu và cũng là album ngày lễ bằng tiếng Anh đầu tiên của nữ ca sĩ người Canada Celine Dion. Phát hành bởi Sony Music Entertainment vào ngày 30 tháng 10 năm 1998, album bao gồm những bản hát lại các ca khúc Giáng Sinh nổi tiếng cũng như các chất liệu nguyên bản. Dion đã làm việc với David Foster và Ric Wake, những người đảm nhiệm phần lớn quá trình sản xuất cho album. Một số nhà sản xuất khác tham gia thực hiện gồm R. Kelly và Bryan Adams. Giới phê bình tán dương sự tận tâm của Dion đối với các chất liệu ghi âm và với phần sản xuất của các bài hát.
These Are Special Times phát hành sau 2 album thành công nhất của Dion, Falling into You (1996) và Let's Talk About Love (1997). Album bao gồm đĩa đơn quán quân của cô trên thị trường Hoa Kỳ, "I'm Your Angel" (hợp tác với R. Kelly) và một đĩa đơn đoạt giải Quả cầu vàng, "The Prayer" (cũng xuất hiện trong Quest for Camelot). These Are Special Times đã tiêu thụ được 5.320.000 tại Hoa Kỳ tính đến ngày 9 tháng 11 năm 2014 theo Nielsen SoundScan, và nhận được chứng nhận 5 lần Bạch kim từ RIAA. Ở Canada, album bán được 1 triệu bản và có được chứng nhận Kim cương của CRIA. These Are Special Times đã bán ra 12 triệu bản trên toàn cầu, trở thành một trong số những album Giáng Sinh bán chạy nhất mọi thời đại.

## Bối cảnh thực hiện
Trong những năm đầu sự nghiệp, Celine Dion đã phát hành 2 album Giáng Sinh bằng tiếng Pháp: Céline Dion chante Noël (1981) và Chants et contes de Noël (1983). Sau đó, vào năm 1993, cô thu âm ca khúc "The Christmas Song", ca khúc sau này xuất hiện trong album The Christmas Album của David Foster. Ngay năm sau, Dion tham gia hợp tác trong một ca khúc của Alvin and the Chipmunks có tựa đề là "Petit Papa Noël", nằm trong album A Very Merry Chipmunk. Năm 1996, cô ghi âm bài hát "Brahms' Lullaby" cho album tuyển tập For Our Children Too để gây quỹ cho Elizabeth Glaser Pediatric AIDS Foundation. Hai ca khúc "The Christmas Song" và "Brahms' Lullaby" đã được đưa vào These Are Special Times (1998).

## Nội dung
Trong These Are Special Times, Dion hợp tác với 2 người cộng sự lâu năm của cô, David Foster và Ric Wake, những người đảm nhiệm phần lớn công việc sản xuất cho album. Album bao gồm 7 sáng tác gốc: "Don't Save It All for Christmas Day" (Celine Dion đồng sáng tác; được thể hiện lại bởi ban nhạc Avalon năm 2000 và Clay Aiken năm 2004), "Another Year Has Gone By" (sáng tác và sản xuất bởi Bryan Adams), một bản hát đơn của ca khúc "The Magic of Christmas Day" (được thu âm thành một bản song ca với Rosie O'Donnell vào năm 1999 và bao gồm trong album từ thiện A Rosie Christmas), "The Prayer" (hợp tác với Andrea Bocelli; hai nghệ sĩ thể hiện hai phiên bản hát đơn của ca khúc cho album nhạc phim của bộ phim ra mắt năm 1998 Quest for Camelot), "Christmas Eve", "These Are the Special Times" (sáng tác bởi Diane Warren; Christina Aguilera hát lại năm 2000) và "I'm Your Angel" (hát chung với R. Kelly, cũng được Kelly sáng tác và sản xuất). Các bài hát khác gồm những ca khúc cũ có sự thay đổi trong cách thể hiện như "O Holy Night", "Blue Christmas" (Diana Krall chơi piano accoustic), "Adeste Fideles", "Ave Maria" và những phiên bản mới của các kinh điển hiện đại, "Happy Xmas (War Is Over)" và "Feliz Navidad". Hai bài hát "Feliz Navidad" và "Les cloches du hameau" được Dion cùng gia đình thể hiện. Tháng 10 năm 2007, album được phát hành lại thành phiên bản Collector's Edition có bao gồm DVD ghi hình chương trình truyền hình đặc biệt của Dion cho These Are Special Times phát trên đài CBS.

## Quảng bá
Celine Dion quảng bá cho album trên thị trường Hoa Kỳ bằng một chương trình truyền hình đặc biệt phát sóng trên CBS vào ngày 25 tháng 11 năm 1998. Chương trình có hai vị khách mời âm nhạc: Andrea Bocelli cùng thể hiện "The Prayer" và Rosie O'Donnell cùng biểu diễn bài hát "Do You Hear What I Hear?". Dion cũng trình diễn một số bài hát trong album như ("O Holy Night", "These Are the Special Times"), ba ca khúc quán quân ("The Power of Love", "Because You Loved Me", "My Heart Will Go On"), cũng như một số bài hát được người hâm mộ yêu thích ("Let's Talk About Love", "The First Time Ever I Saw Your Face"). These Are Special Times đã trở thành một chương trình truyền hình thắng lợi về lượng người xem, đứng thứ nhất trong các chương trình đêm đó với 16 triệu khán giả theo dõi. Chương trình này đã nhận hai đề cử của Giải Emmy. Celine Dion và Andrea Bocelli cũng trình diễn "The Prayer" tại lễ trao giải Grammy lần thứ 41 vào ngày 24 tháng 2 năm 1999 và tại lễ trao giải Oscar lần thứ 71 diễn ra ngày 21 tháng 3 năm 1999. Ngoài ra, cô cũng thể hiện ca khúc "Blue Christmas" trong The Today Show và bài hát "Another Year Has Gone By" trong chương trình The Rosie O'Donnell Show. Ca khúc này được cô biểu diễn lần thứ hai cùng với Bryan Adams trong Late Show with David Letterman. Cô thể hiện "The Christmas Song (Chestnuts Roasting on an Open Fire)" trong chương trình tuyền hình Good Morning America năm 1992, sau đó là cùng với David Foster trong chương trình truyền hình đặc biệt của ông, "David Foster's Christmas Album" phát trên NBC vào ngày 10 tháng 12 năm 1993, và cùng The Rockefeller Center vào ngày 28 tháng 11 năm 2007. Thêm vào đó, Dion đã trình diễn hai bài hát "Don't Save It All for Christmas Day" và "Adeste Fideles (O Come All Ye Faithful)" vào ngày diễu hành chào mừng lễ Giáng Sinh của Walt Disney năm 2009. Màn biểu diễn được phát trên kênh ABC.

### Các đĩa đơn
"I'm Your Angel" là đĩa đơn đầu tiên được phát hành từ album. Ca khúc sau đó trở thành đĩa đơn quán quân thứ tư của Dion trên bảng xếp hạng US Billboard Hot 100, chiếm lĩnh vị trí quán quân trong 6 tuần liên tiếp. Ngày 9 tháng 12 năm 1998, đĩa đơn được chứng nhận Bạch kim của RIAA với doanh số nhập hàng đạt hơn 1 triệu bản tại Hoa Kỳ. Ca khúc cũng thành công ở thị trường châu Âu, đạt đến vị trí thứ nhất trên bảng xếp hạng của Vương quốc Anh. Tháng 3 năm 1999, "The Prayer" (hát cùng với Andrea Bocelli) được gửi đến các trạm phát thanh adult contemporary ở Mỹ và đạt vị trí thứ 22 trên bảng xếp hạng Hot Adult Contemporary Tracks. Vào tháng 2 năm 2008, Dion thu âm một phiên bản biểu diễn trực tiếp của ca khúc cùng với nam ca sĩ Josh Groban. Nhờ doanh thu tải kĩ thuật số, phiên bản này xuất hiện tại vị trí thứ 70 trên bảng xếp hạng US Billboard Hot 100.

## Tiếp nhận

### Đánh giá chuyên môn
| Đánh giá chuyên môn  | Đánh giá chuyên môn |
| Nguồn đánh giá       | Nguồn đánh giá      |
| Nguồn                | Đánh giá            |
| -------------------- | ------------------- |
| AllMusic             | [ 26 ]              |
| Billboard            | (yêu thích)         |
| Entertainment Weekly | B−                  |

These Are Special Times nhận được phần lớn những phản hồi tích cực từ giới phê bình. Paul Verna của tạp chí Billboard đánh giá tích cực về album, ca ngợi sự trưởng thành của Dion và quá trình sản xuất của album. Ông nhận xét rằng, "như vang lên ở điểm thanh thoát hoàn thiện và sử dụng cây đũa thần sáng tạo một cách phóng khoáng, một Dion trưởng thành hơn bao giờ hết đã gợi lên sự bất ngờ với những gì người nghe từng mong chờ cho một album "lớn" tiếp theo của cô." Verna cũng lưu ý rằng "sự nỗ lực xứng đáng đạt điểm A" trong album này "không đơn thuần là một dự án cho kì nghỉ lễ." Ông cũng tán dương "các phiên bản vĩ đại của những bài hát chuẩn mực" ("O Holy Night", "Adeste Fideles"), "những khúc ca kinh điển hiện đại" ("Happy Xmas (War Is Over)", "Feliz Navidad") và "những sáng tác từ chất liệu gốc được sản xuất một cách cẩn thận" ("Another Year Has Gone By", "Don't Save It All for Christmas Day"). Theo ông, một vài điểm nhấn khác trong album gồm có "The Prayer" – một "bản song ca tráng lệ" với Andrea Bocelli, một phiên bản "Christmas Eve" mang đậm phong cách của "Phil Spector" và "cách thể hiện sắc sảo" với "Ave Maria."
Chuck Taylor từ Billboard cũng dành lời khen cho ca khúc "I'm Your Angel", bản song ca với R. Kelly. Ông viết rằng "bản ballad được kiềm chế tuyệt vời này đã khiến người nghe say mê với phần trình diễn giọng hát thanh nhã nhất trong số những nghệ sĩ được chơi trên các đài phát thanh." Taylor cũng bình luận thêm, "bao phủ lên bài hát là sự thanh lịch trong giai điệu, và một nền nhạc cụ trình diễn kinh điển, gồm tiếng đàn dây lướt qua, giọng hợp xướng sâu lắng, và cách dẫn dắt nhạc cụ nhẹ nhàng nhưng vẫn giữ nguyên tính chất của chúng." Ông tiếp tục đánh giá rằng "I'm Your Angel" "đắt giá nhất ở phần bridge, phần mà các nhạc cụ được tinh giảm, trong khi Kelly và Dion hòa âm trên một giọng thứ rực rỡ – nó thực sự đã làm nên bài hát này." Chuck Taylor cũng đánh giá cao "The Prayer", gọi nó là "một ca khúc căng tràn sẽ làm bạn phải ngừng thở, và sự hòa quyện khéo léo của Dion và Bocelli sẽ mang đến một sự rùng mình lên tận xương sống." Mặc dù thấy rằng ca khúc "không phải là một bài hát theo truyền thống của các đài phát thanh", Taylor vẫn cho rằng nó "đầy sức ảnh hưởng", "sưởi ấm trái tim", "trang nhã đến độ tuyệt đối", và là "một trong số những màn biểu diễn tỏa sáng nhất của Dion."
Stephen Thomas Erlewine của AllMusic nhận xét rằng "bất cứ ai hâm mộ Dion, hay hâm mộ dòng nhạc pop đương đại trưởng thành thập niên 90 nói chung, sẽ nhận thấy [album] rất đáng để thưởng thức." Dù theo ông, "đôi khi, quá trình sản xuất tỏ ra mượt mà quá mức" và "đôi lúc giọng hát của Dion có chút hơi kiểu cách", nhưng nói chung, These Are Special Times "đã gây ấn tượng, vì các bài hát đều tốt, và cô đã trung thành với chất liệu." Erlewine cũng viết rằng These Are Special Times là "một album đặc biệt thành công vì Dion đã cân bằng một cách khôn ngoan" giữa các bài hát mừng ngày lễ phổ biến ("Blue Christmas", "The Christmas Song", "Feliz Navidad") với những ca khúc mới ("I'm Your Angel", "Don't Save It All for Christmas"), những bài thánh ca ("Adeste Fideles", "Ave Maria"), và các bài hát Giáng Sinh với sự khác biệt trong tư tưởng Tôn giáo ("The Prayer", "O Holy Night")".

### Diễn biến thương mại
These Are Special Times khởi đầu ở vị trí thứ 4 trên bảng xếp hạng US Billboard 200, với 126.000 bản tiêu thụ trong tuần đầu phát hành. Tuần thứ hai, nó trở thành album có lượng tăng doanh số cao nhất, nhảy lên vị trí thứ 3 và đạt doanh số 163.000 đĩa. Trong tuần thứ ba, mặc dù bán ra 210.000 bản, These Are Special Times vẫn tụt xuống vị trí thứ 5. Tuần thứ 4 trên bảng xếp hạng, nhờ sự xuất hiện của Dion trong chương trình đặc biệt phát trên CBS, album leo lên vị trí thứ 3, với doanh thu tăng 94% (409.000 bản), một lần nữa trở thành album có lượng tăng doanh số cao nhất tuần. Tuần kế tiếp, album tiến một bậc lên vị trí thứ hai, đạt vị trí cao nhất của nó trên Billboard 200, bán được 366.000 đĩa. These Are Special Times đã sánh ngang cùng album Home for Christmas (1992) của Amy Grant khi cả hai cùng là album ngày lễ của một nghệ sĩ nữ đạt thứ hạng cao nhất trên các bảng xếp hạng. Album nắm giữ vị trí á quân trong 2 tuần, với 413.000 bản tiêu thụ trong tuần thứ hai. Doanh số cao nhất trong một tuần của These Are Special Times đạt được trong tuần thứ bảy với 462.000 bản, mặc dù lùi xuống vị trí thứ 3. Trong tuần cuối cùng nằm trên top 10, album giảm hai bậc xuống vị trí thứ 5, bán được thêm 461.000 bản. Trên bảng xếp hạng Top Holiday Albums, album nắm giữ vị trí số 1 liên tục trong 9 tuần.
These Are Special Times trở thành album ngày lễ bán chạy nhất năm 1998 tại Hoa Kỳ với tổng doanh số đạt 2.684.000 bản. Album hát đơn này của Dion có doanh số trong năm đầu phát hành cao hơn tất cả các album ngày lễ của một nghệ sĩ nữ. Vào ngày 6 tháng 12 năm 2005, album được chứng nhận 5x Bạch kim bởi RIAA với 5 triệu bản được nhập về tại Hoa Kỳ. Ngày 16 tháng 11 năm 2008, nó cũng trở thành album ngày lễ đầu tiên của một nữ nghệ sĩ nữ đạt doanh số 5 triệu bản trong lịch sử của Nielsen SoundScan. These Are Special Times cũng là album Giáng Sinh bán chạy nhất của một nữ nghệ sĩ ngoại quốc trên thị trường Hoa Kỳ. Nó là album Giáng Sinh bán chạy thứ tư trong kỷ nguyên Nielsen SoundScan với 5.320.000 bán ra tại Mỹ.
Tại Canada, These Are Special Times cũng đạt đến vị trí quán quân. Doanh số nhập hàng của album đạt hơn 1 triệu bản và album được chứng nhận Kim cương của CRIA. Ở Nhật Bản, album chạm đến vị trí thứ tư và bán được hơn 500.000 bản. These Are Special Times cũng thành công trên các thị trường Úc và châu Âu, lọt vào top 10 của nhiều quốc gia, và đạt vị trí quán quân tại Thụy Điển và Na Uy. Album đã bán được hơn 12 triệu bản trên toàn cầu, và là một trong số những album Giáng Sinh bán chạy nhất mọi thời đại.

### Giải thưởng
These Are Special Times nhận giải Japan Gold Disc Award năm 1999 ở hạng mục album pop toàn cầu của năm. Tại lễ trao Giải Quả cầu vàng lần thứ 56, "The Prayer" đã chiến thắng ở hạng mục ca khúc gốc xuất sắc nhất. "I'm Your Angel" và "The Prayer" cũng lần lượt được đề cử cho Giải Grammy cho Hợp tác giọng pop xuất sắc nhất tại lễ trao giải lần thứ 41 và thứ 42. "The Prayer" cũng nhận được đề cử ở hạng mục Ca khúc trong phim xuất sắc nhất tại Giải Oscar lần thứ 71.

## Danh sách và thứ tự các bài hát
| STT | Nhan đề                                                   | Sáng tác                                           | Sản xuất                 | Thời lượng |
| --- | --------------------------------------------------------- | -------------------------------------------------- | ------------------------ | ---------- |
| 1.  | "O Holy Night"                                            | Adolphe Adam Placide Cappeau John Sullivan Dwight  | David Foster             | 5:21       |
| 2.  | "Don't Save It All for Christmas Day"                     | Peter Zizzo Ric Wake Celine Dion                   | Wake                     | 4:37       |
| 3.  | "Blue Christmas"                                          | Jay Johnson Bill Hayes                             | Foster                   | 3:48       |
| 4.  | "Another Year Has Gone By"                                | Bryan Adams Eliot Kennedy                          | Adams                    | 3:24       |
| 5.  | "The Magic of Christmas Day (God Bless Us Everyone)"      | Dee Snider                                         | Wake                     | 4:17       |
| 6.  | "Ave Maria"                                               | Franz Schubert                                     | Foster                   | 4:55       |
| 7.  | "Adeste Fideles (O Come All Ye Faithful)"                 | Truyền thống                                       | Foster                   | 4:43       |
| 8.  | "The Christmas Song (Chestnuts Roasting on an Open Fire)" | Mel Tormé Robert Wells                             | Foster                   | 4:13       |
| 9.  | "The Prayer" (hợp tác với Andrea Bocelli)                 | Carole Bayer Sager Foster Alberto Testa Tony Renis | Foster Renis Bayer Sager | 4:29       |
| 10. | "Brahms' Lullaby"                                         | Johannes Brahms                                    | Foster                   | 3:32       |
| 11. | "Christmas Eve"                                           | Maria Christensen Curtis Frasca                    | Wake                     | 4:16       |
| 12. | "These Are the Special Times"                             | Diane Warren                                       | Foster                   | 4:08       |
| 13. | "Happy Xmas (War Is Over)"                                | John Lennon Yoko Ono                               | Wake                     | 4:14       |
| 14. | "I'm Your Angel" (hợp tác với R. Kelly)                   | R. Kelly                                           | R. Kelly                 | 5:31       |
| 15. | "Feliz Navidad"                                           | José Feliciano                                     | Wake Humberto Gatica     | 3:40       |
| 16. | "Les cloches du hameau"                                   | Albert Larrieu                                     | Wake                     | 3:10       |

| Bài hát thêm cho phiên bản phát hành tại thị trường Nhật Bản | Bài hát thêm cho phiên bản phát hành tại thị trường Nhật Bản | Bài hát thêm cho phiên bản phát hành tại thị trường Nhật Bản | Bài hát thêm cho phiên bản phát hành tại thị trường Nhật Bản | Bài hát thêm cho phiên bản phát hành tại thị trường Nhật Bản |
| STT                                                          | Nhan đề                                                      | Sáng tác                                                     | Sản xuất                                                     | Thời lượng                                                   |
| ------------------------------------------------------------ | ------------------------------------------------------------ | ------------------------------------------------------------ | ------------------------------------------------------------ | ------------------------------------------------------------ |
| 17.                                                          | "My Heart Will Go On" (No Lead Vox)                          | James Horner Will Jennings                                   | Walter Afanasieff Horner                                     | 4:40                                                         |

| Bài hát thêm cho DVD Collector's Edition phát hành năm 2007 | Bài hát thêm cho DVD Collector's Edition phát hành năm 2007                       | Bài hát thêm cho DVD Collector's Edition phát hành năm 2007    | Bài hát thêm cho DVD Collector's Edition phát hành năm 2007 |
| STT                                                         | Nhan đề                                                                           | Sáng tác                                                       | Thời lượng                                                  |
| ----------------------------------------------------------- | --------------------------------------------------------------------------------- | -------------------------------------------------------------- | ----------------------------------------------------------- |
| 1.                                                          | "The Power of Love"                                                               | Candy DeRouge Gunther Mende Mary Susan Applegate Jennifer Rush |                                                             |
| 2.                                                          | "Do You Hear What I Hear?" (hợp tác với Rosie O'Donnell)                          | Noël Regney Gloria Shayne Baker                                |                                                             |
| 3.                                                          | "O Holy Night"                                                                    | Adolphe Adam Placide Cappeau John Sullivan Dwight              |                                                             |
| 4.                                                          | "Because You Loved Me"                                                            | Warren                                                         |                                                             |
| 5.                                                          | "Let's Talk About Love"                                                           | Adams Jean-Jacques Goldman Kennedy                             |                                                             |
| 6.                                                          | "The First Time Ever I Saw Your Face"                                             | Ewan MacColl                                                   |                                                             |
| 7.                                                          | "My Heart Will Go On"                                                             | Horner Jennings                                                |                                                             |
| 8.                                                          | "The Prayer" (hợp tác với Andrea Bocelli)                                         | Bayer Sager Foster Testa Renis                                 |                                                             |
| 9.                                                          | "Ave Maria" (trình bày bởi Andrea Bocelli)                                        | Pietro Mascagni                                                |                                                             |
| 10.                                                         | "End Credits" (đã bao gồm trong "Feliz Navidad" và "These Are the Special Times") | Feliciano Warren                                               |                                                             |

## Xếp hạng
| Bảng xếp hạng (1998–99)                  | Vị trí cao nhất |
| ---------------------------------------- | --------------- |
| Úc Albums (ARIA)                         | 6               |
| Úc Albums (Ö3 Austria)                   | 2               |
| Bỉ Albums (Ultratop Flanders)            | 16              |
| Bỉ Albums (Ultratop Wallonia)            | 12              |
| Album Canada (Billboard)                 | 1               |
| Canada Albums (RPM)                      | 1               |
| Đan Mạch Albums (Hitlisten)              | 6               |
| Đan Mạch Albums (MegaCharts)             | 3               |
| Châu Âu Albums (Top 100)                 | 3               |
| Album Phần Lan (Suomen virallinen lista) | 4               |
| Pháp Albums (SNEP)                       | 23              |
| Đức Albums (Offizielle Top 100)          | 3               |
| Album Hungaria (MAHASZ)                  | 14              |
| Italia Albums (FIMI)                     | 7               |
| Nhật Bản Albums (Oricon)                 | 4               |
| Malaysia Albums (RIM)                    | 6               |
| New Zealand Albums (Recorded Music NZ)   | 4               |
| Na Uy Albums (VG-lista)                  | 1               |
| Album Scotland (OCC)                     | 31              |
| Thụy Điển Albums (Sverigetopplistan)     | 3               |
| Thụy Sĩ Albums (Schweizer Hitparade)     | 1               |
| Album Anh Quốc (OCC)                     | 20              |
| Album Hoa Kỳ Billboard 200               | 2               |
| Hoa Kỳ Top Holiday Albums (Billboard)    | 1               |
| Album Hoa Kỳ Top Catalog (Billboard)     | 1               |

| Bảng xếp hạng (2000–09)               | Vị trí |
| ------------------------------------- | ------ |
| Hoa Kỳ Top Catalog Albums (Billboard) | 17     |
| Hoa Kỳ Top Holiday Albums (Billboard) | 6      |

| Bảng xếp hạng (1998)                              | Vị trí |
| ------------------------------------------------- | ------ |
| Úc Albums (ARIA)                                  | 45     |
| Bỉ Albums (Ultratop Flanders)                     | 56     |
| Bỉ Albums (Ultratop Wallonia)                     | 64     |
| Canada Albums (RPM)                               | 35     |
| Đan Mạch Albums (MegaCharts)                      | 85     |
| Đức Albums (Offizielle Top 100)                   | 91     |
| Italia Albums (Hit Parade)                        | 62     |
| Nhật Bản Albums (Oricon)                          | 80     |
| New Zealand (Recorded Music NZ)                   | 35     |
| Na Uy Christmas Period Albums (VG-lista)          | 3      |
| Thụy Sĩ Albums (Schweizer Hitparade)              | 21     |
| Vương quốc Anh Albums (OCC)                       | 60     |
| Bảng xếp hạng (1999)                              | Vị trí |
| Canada Albums (RPM)                               | 68     |
| Đan Mạch Albums (MegaCharts)                      | 80     |
| Hoa Kỳ Billboard 200                              | 23     |
| Bảng xếp hạng (2000)                              | Vị trí |
| Phần Lan Foreign Albums (Suomen virallinen lista) | 70     |
| Hoa Kỳ Top Catalog Albums (Billboard)             | 3      |
| Bảng xếp hạng (2001)                              | Vị trí |
| Hoa Kỳ Top Catalog Albums (Billboard)             | 24     |
| Bảng xếp hạng (2002)                              | Vị trí |
| Hoa Kỳ Top Catalog Albums (Billboard)             | 32     |
| Bảng xếp hạng (2003)                              | Vị trí |
| Hoa Kỳ Top Catalog Albums (Billboard)             | 36     |
| Bảng xếp hạng (2004)                              | Vị trí |
| Hoa Kỳ Top Catalog Albums (Billboard)             | 45     |
| Bảng xếp hạng (2008)                              | Vị trí |
| Thụy Điển Albums (Sverigetopplistan)              | 98     |
| Hoa Kỳ Top Catalog Albums (Billboard)             | 41     |
| Bảng xếp hạng (2012)                              | Vị trí |
| Thụy Điển Albums (Sverigetopplistan)              | 87     |

## Chứng nhận và doanh số
| Quốc gia                                                                           | Chứng nhận  | Số đơn vị/doanh số chứng nhận |
| ---------------------------------------------------------------------------------- | ----------- | ----------------------------- |
| Úc (ARIA)                                                                          | Bạch kim    | 70.000^                       |
| Áo (IFPI Áo)                                                                       | Bạch kim    | 50.000*                       |
| Bỉ (BEA)                                                                           | Bạch kim    | 50.000*                       |
| Canada (Music Canada)                                                              | Kim cương   | 1.000.000^                    |
| Phần Lan (Musiikkituottajat)                                                       | Vàng        | 44.678                        |
| Đức (BVMI)                                                                         | Vàng        | 250.000^                      |
| Nhật Bản (RIAJ)                                                                    | 2× Bạch kim | 500.000                       |
| Hà Lan (NVPI)                                                                      | Vàng        | 50.000^                       |
| New Zealand (RMNZ)                                                                 | 2× Bạch kim | 30.000^                       |
| Na Uy (IFPI)                                                                       | 2× Bạch kim | 100.000*                      |
| Thụy Điển (GLF)                                                                    | Bạch kim    | 80.000^                       |
| Thụy Sĩ (IFPI)                                                                     | 2× Bạch kim | 100.000^                      |
| Anh Quốc (BPI)                                                                     | Vàng        | 100.000^                      |
| Hoa Kỳ (RIAA)                                                                      | 5× Bạch kim | 5.320.000                     |
| Tổng hợp                                                                           |             |                               |
| Châu Âu (IFPI)                                                                     | Bạch kim    | 1.000.000*                    |
| Toàn cầu                                                                           | —           | 12.000.000                    |
| * Chứng nhận dựa theo doanh số tiêu thụ. ^ Chứng nhận dựa theo doanh số nhập hàng. |             |                               |

## Những người thực hiện
Danh sách thực hiện lấy từ AllMusic.
- Bryan Adams – sắp xếp, trống, soạn nhạc, ghi-ta, sản xuất, sắp xếp đàn dây
- Tawatha Agee –	hát đệm
- Steve Amerson – hát đệm
- Morgan Ames – hát đệm
- Randy Andos – kèn Trombon
- Jane Barnett – hát đệm
- David Barratt – Sắp xếp sản xuất
- Tony Black – lập trình
- Juan Bohorquez – trợ lý kỹ sư, trợ lý phối nhạc
- Dick Bolks – hát đệm
- Alfred Bosco – trợ lý kỹ sư
- Jeff Bova – lập trình
- Robert Bowker – hát đệm
- Jimmy Bralower – lập trình trống
- Troy Bright – hát đệm
- Martin Briley – hát đệm
- Chris Brooke – trợ lý kỹ sư
- Alexandra Brown – dàn hợp xướng, hát bè
- Bridgette Bryant – dàn hợp xướng, hát bè
- Sharon Bryant – hát đệm
- Bob Buckley – chỉ đạo, sắp xếp đàn dây
- Amick Byram – hát đệm
- Bob Cadway – kỹ sư
- Richie Cannata – kèn saxophone (tenor), saxophone
- Johnnie Carl – sắp xếp
- Elin Carlson – hát đệm
- Patrick Carroll – lập trình trống, ghi-ta (bass), bộ gõ
- Carmen Carter – dàn hợp xướng, hát đệm
- Lafayette Carthon, Jr. – chỉ đạo, bộ gõ, bàn phím piano
- Sue Ann Carwell – hát đệm
- John Chiodini – ghi-ta, ghi-ta điện
- Maria Christensen – soạn nhạc, hát đệm
- Dennis Collins – hát đệm
- Crystal Cathedral Choir – dàn hợp xướng
- Barry Danielian – kèn trumpet
- Donna Davidson – hát đệm
- Nathan Dean – trợ lý phối nhạc
- Russ DeSalvo – ghi-ta
- John Doelp – điều hành sản xuất
- Chuck Domanico – trống
- Terence Dover – kỹ sư
- Felipe Elgueta – kỹ sư, lập trình
- Gary Falcone – dàn hợp xướng, hát bè
- David Foster – sắp xếp, soạn nhạc, bàn phím piano, piano, sản xuất
- Bob Franceschini – kèn saxophone (alto)
- Simon Franglen – synthesizer điện tử
- Roger Freeland – hát đệm
- Yvonne Gage – hát đệm
- Humberto Gatica – kỹ sư, phối nhạc
- Ayuana George – hát đệm
- Stephen George – lập trình
- Diva Gray – hát đệm
- Nikki Gregoroff – hát đệm
- Don Hachey – trợ lý phối nhạc
- Andy Haller – trợ lý kỹ sư
- Jeff Hamilton – trống
- Brian Harding – trợ lý kỹ sư, trợ lý phối nhạc
- Linda Harmon – hát đệm
- Bill Harris – kèn saxophone (alto)
- Don Harris – kèn trumpet
- Dan Hetzel – kỹ sư
- Loris Holland – sắp xếp, bàn phím piano, đàn organ (Hammond), sắp xếp giọng hát, hát đệm
- Jimmy Hoyson – trợ lý kỹ sư
- Ronn Huff – sắp xếp
- Nancey Jackson – hát đệm
- Bashiri Johnson – hát đệm
- Tony Kadleck – kèn trumpet
- Shane Keister – sắp xếp, sắp xếp tiếng chuông tay, đàn piano, synthesizer điện tử
- Khris Kellow – hát đệm
- R. Kelly – sắp xếp, soạn nhạc, biểu diễn, sản xuất
- Rick Kerr – kỹ sư
- Curtis King – hát đệm
- Darlene Koldenhoven – hát đệm
- Diana Krall – đàn piano
- John Kurlander – kỹ sư
- Rick Logan – hát đệm
- Susie Stevens Logan – hát đệm
- Lisa Lougheed – hát đệm
- Jeremy Lubbock – sắp xếp, sắp xếp đàn dây
- Vito Luprano – điều hành sản xuất
- Johnny Mandel – sắp xếp dàn nhạc
- Ethan Mates – trợ lý phối nhạc
- Rob Mathes – sắp xếp, sắp xếp dàn nhạc
- Paulette McWilliams – hát đệm
- Ozzie Melendez – kèn trombon
- Chieli Minucci – ghi-ta
- Cindy Mizelle – hát đệm
- Robert Moe – hát đệm
- Jeffrey Morrow – hát đệm
- Rob Murphy – trợ lý kỹ sư, trợ lý phối nhạc
- Jake Ninan – trợ lý kỹ sư
- Rafael Padilla – bộ gõ
- Bobbi Page – dàn hợp xướng, hát bè
- Shawn Pelton – trống
- Randy Phillips – dàn hợp xướng, hát bè
- Louis Price – dàn hợp xướng, hát bè
- Tom Rainer – synthesizer
- Jeffrey Ramsey – dàn hợp xướng, hát bè
- Anthony Ransick – hát đệm
- Dave Reitzas – kỹ sư
- Cathy Richardson – hát đệm
- John "J.R." Robinson – trống
- Robin Robinson – hát đệm
- Stevie Robinson – hát đệm
- Olle Romo – lập trình
- William Ross – sắp xếp, sắp xếp dàn nhạc
- Kamil Rustam – ghi-ta acoustic
- Johnny Rutledge – hát đệm
- Larry Salzman – ghi-ta
- John Scarpulla – kèn saxophone (baritone)
- Al Schmitt – kỹ sư
- David Shackney – kỹ sư
- Don Shelton – hát đệm
- Marc Shulman – ghi-ta
- Ira Siegel – ghi-ta
- Steve Skinner – sắp xếp, lập trình trống, lập trình bàn phím piano
- Ramón Stagnaro – ghi-ta acoustic
- Randy Staub – kỹ sư
- Aya Takemura – trợ lý phối nhạc
- Chris Taylor – ghi-ta
- David Taylor – kèn trombom (bass)
- Vaneese Thomas – hát đệm
- Michael Thompson – ghi-ta điện
- Fonzi Thornton – hát đệm
- UB Tirado – trợ lý phối nhạc
- Terry Trotter – đàn piano
- Rob Trow – hát đệm
- Eric Troyer – hát đệm
- Carmen Twillie – dàn hợp xướng, hát bè, hát đệm
- Vancouver Orchestra – đàn dây
- Gary Van Pelt – kỹ sư
- Jeff Vereb – trợ lý phối nhạc
- Frank Vilardi – trống
- Ric Wake – sắp xếp, soạn nhạc, sản xuất
- Joan Walton – hát đệm
- Spencer Washington – hát đệm
- John West – hát đệm
- Phil Western – kỹ sư, bàn phím piano, lập trình, sắp xếp đàn dây
- Brenda White-King – hát đệm
- George Whitty – kỹ sư, sắp xếp bàn phím piano, sắp xếp synthesizer
- Cheryl Wilson – hát đệm
- Elisabeth Withers – hát đệm
- Steve Wolf – trống
- Thomas R. Yezzi – kỹ sư
- Peter Zizzo – sắp xếp, lập trình bass, soạn nhạc, lập trình trống, ghi-ta, lập trình bàn phím piano

## Lịch sử phát hành
| Quốc gia | Ngày phát hành       | Hãng phát hành    | Định dạng | Mã catalog         |
| -------- | -------------------- | ----------------- | --------- | ------------------ |
| Châu Âu  | 30 tháng 10 năm 1998 | Columbia          | CD        | COL 492730 2       |
| Nhật Bản | 28 tháng 10 năm 1998 | Epic              | CD        | ESCA-7390          |
| Hoa Kỳ   | 3 tháng 11 năm 1998  | 550, Epic         | CD        | BK 69523           |
| Úc       | 6 tháng 11 năm 1998  | Columbia          | CD        | 4926512            |
| Hoa Kỳ   | 2 tháng 10 năm 2007  | Legacy Recordings | CD/DVD    | 88697 15575 2      |
| châu Âu  | 2 tháng 11 năm 2007  | Legacy Recordings | CD/DVD    | 88697 15575 2      |
| Nhật Bản | 21 tháng 11 năm 2007 | Legacy Recordings | CD/DVD    | EICP-882～EICP-883 |
| Úc       | 8 tháng 12 năm 2007  | Legacy Recordings | CD/DVD    | 88697 15575 2      |